# 查拉特南戈省
查拉特南戈省（西班牙語：Chalatenango）是薩爾瓦多十四個省之一，位於該國西北部，北界宏都拉斯，西、南界全國最大河流倫帕河，全國最高峰埃爾皮塔爾山位於本省。面積2,017平方公里。人口274,878人（2006年）。首府查拉特南戈。
1855年建省，下分三十三個自治市。